# Буайе-Фонфред, Жан-Батист
Жан-Бати́ст Буайе́-Фонфре́д (фр. Jean-Baptiste Boyer-Fonfrède; 5 декабря 1766, Бордо — 31 октября 1793, Париж) — французский оратор, деятель Великой революции.
Его сын Анри Фонфред (1788—1841) — известный в своё время оратор, экономист и публицист.

## Биография и деятельность
Родился в Бордо в семье богатого негоцианта Пьера Фонфреда, сира де Ла-Тур-Бланш, и Marie-Caroline Journu (род. 1735). Обучался коммерческим делам в Голландии, где провёл несколько месяцев, прежде чем стать негоциантом.
С началом революции, прославился в Бордо как искусный оратор. В 1791 году был выбран в Национальный конвент. Вместе с жирондистами, идеалистические стремления которых он разделял, Буайе-Фонфред боролся с монтаньярами. Он подал голос за казнь короля, высказался против введения максимума на съестные припасы, был членом организованного жирондистами «комитета двенадцати», требовал ареста Эбера, Варле (Jean-François Varlet) и вызвал лично против себя нападки Марата.
В число жертв, намеченных 2 июня, не был включён, но 3 октября был арестован вместе с своим другом Дюко (Jean-François Ducos), предан суду революционного трибунала в числе 22 жирондистов и вместе с ними казнён 31 октября 1793 года.